# Cost per mille
Cost per mille, z łac. mille – tysiąc, CPM, określany także jako CPT cost per thousand) – koszt dotarcia do tysiąca odbiorców, obliczany jest na podstawie liczby odsłon witryny internetowej.
Przykładowo, jeśli reklama jest sprzedawana z CPM 60 zł, to dotarcie do 1000 odbiorców (tysiąc odsłon) kosztuje 60 złotych.
Jako eCPM (effective CPM) określa się wskaźnik używany do oceny przychodów z kampanii reklamowych opartych na modelach CPC lub CPA (cost per action). Jest to przychód z 1000 odsłon reklamy, wyliczany według wzoru:
{\displaystyle eCPM={\frac {przychody}{PV}}\cdot 1000,}
gdzie {\displaystyle PV} – liczba odsłon.